# Guy Lapointe
Guy Gerard Lapointe (* 22. März 1948 in Montreal, Québec) ist ein ehemaliger kanadischer Eishockeyspieler (Verteidiger) und -trainer, der von 1968 bis 1984 für die Montreal Canadiens, St. Louis Blues und Boston Bruins in der National Hockey League spielte.

## Karriere
Als Junior spielte er bei den Montréal Junior Canadiens in der Ontario Hockey Association.
In der Saison 1968/69 gab er sein Debüt bei den Montreal Canadiens, doch meist spielte er noch bei den Houston Apollos in der Central Hockey League und bei den Montreal Voyageurs in der American Hockey League.
In der Saison 1970/71 schaffte er den Durchbruch in der NHL. Anfangs hatte man noch bedenken, ob er in seinen Leistungen nicht zu wechselhaft sei, doch er brachte schnell Konstanz in seine Leistung und entwickelte sich zu einem hervorragenden Verteidiger. Gleich in seiner ersten vollständigen Saison gewann er den ersten Stanley Cup. Er wurde für die Summit Series 1972 ins kanadische Team berufen, das in einer packenden Serie die Sowjetunion besiegte. Zusammen mit Larry Robinson und Serge Savard bildete er  bei den Canadiens die „Big Three“. Bis zum Ende der 1970er Jahre holte er mit den Canadiens sechs Mal den Stanley Cup. Beim Challenge Cup 1979 vertrat er erneut die NHL gegen die Sowjetunion.
Im Laufe der Saison 1981/82 merkte er, dass es schwer wurde sich in der starken Verteidigung der Canadiens weiter durchzusetzen. Er bat um einen Wechsel, um möglichen Bemühungen des Teams zuvorzukommen. Im Tausch für ein Zweitrunden-Draftrecht, für das die Canadiens später Sergio Momesso holten, wechselte er zu den St. Louis Blues. Hier warf ihn der Bruch eines Wangenknochens zurück. Zur Saison 1983/84 wechselte er noch für eine Saison zu den Boston Bruins, die versuchten die Lücke von Brad Park kurzfristig zu schließen.
Nach Ende seiner aktiven Karriere war er noch mehrere Jahre als Assistenztrainer bei den Quebec Nordiques und den Calgary Flames tätig.
1993 wurde er mit der Aufnahme in die Hockey Hall of Fame geehrt. Seit dem 8. November 2014 ist seine Rückennummer 5 bei den Canadiens gesperrt.

## Sportliche Erfolge
- Stanley Cup:  1971, 1973, 1976, 1977, 1978 und 1979
- Canada Cup: 1976

### Persönliche Auszeichnungen
- NHL First All-Star Team: 1973
- NHL Second All-Star Team: 1975, 1976 und 1977
- AHL First All-Star Team: 1970